# Mamblas
Mamblas é um município da Espanha na província de Ávila, comunidade autónoma de Castela e Leão, de área 24,04 km² com população de 245 habitantes (2007) e densidade populacional de 10,95 hab/km².

## Demografia
| Variação demográfica do município entre 1991 e 2004 | Variação demográfica do município entre 1991 e 2004 | Variação demográfica do município entre 1991 e 2004 | Variação demográfica do município entre 1991 e 2004 |
| --------------------------------------------------- | --------------------------------------------------- | --------------------------------------------------- | --------------------------------------------------- |
| 1991                                                | 1996                                                | 2001                                                | 2004                                                |
| 332                                                 | 289                                                 | 277                                                 | 261                                                 |